# František Dvořák (poslanec Českého zemského sněmu)
František Dvořák (28. října 1855 Sepekov – 18. prosince 1934 Sepekov) byl rakouský politik české národnosti z Čech, poslanec Českého zemského sněmu.

## Biografie
Pocházel z rodiny sedláka. Působil jako rolník v Sepekově v čp. 9.
Zapojil se i do vysoké politiky. V zemských volbách roku 1908 byl zvolen na Český zemský sněm, kde zastupoval kurii venkovských obcí, obvod Milevsko, Sedlec, Bechyně. Uváděl se jako kandidát Českoslovanské agrární strany.